# Rosa villosa
Espèce
Rosa villosa, le Rosier velu, est une espèce de plantes à fleurs de la famille des Rosaceae. C'est un rosier appartenant à la section des Caninae, originaire d'Europe centrale et méridionale (de la France à la Roumanie) et d'Asie occidentale (Turquie, région du Caucase, Iran). On peut rencontrer ce rosier dans les régions de collines et montagnes de 400 à 1 500 mètres d'altitude.
Il en existe de nombreuses variétés et sous-espèces.

## Synonymes
- Rosa pomifera J.Herrm ;
- Rosa sancti-andreae Degen & Trautm.

## Description
C'est un arbrisseau épineux formant un buisson de 0,75 à 1,5 mètre de haut, dont les tiges sont munies de nombreux aiguillons droits.
Les feuilles imparipennées, d'un vert bleuté, comptent de 5 à 7 folioles à bords à double dentelure.
Les fleurs, de 4 à 5 cm de diamètre, sont roses à centre clair et éclosent en juin - juillet.
Elles donnent des fruits, des cynorrhodons ovoïdes ou globuleux, de 2,5 cm de diamètre, de couleur rouge à maturité, recouverts de poils glanduleux dressés, surmontés des sépales dressés. Ces fruits comestibles ont justifié le nom de Rosa pomifera également donné à l'espèce.

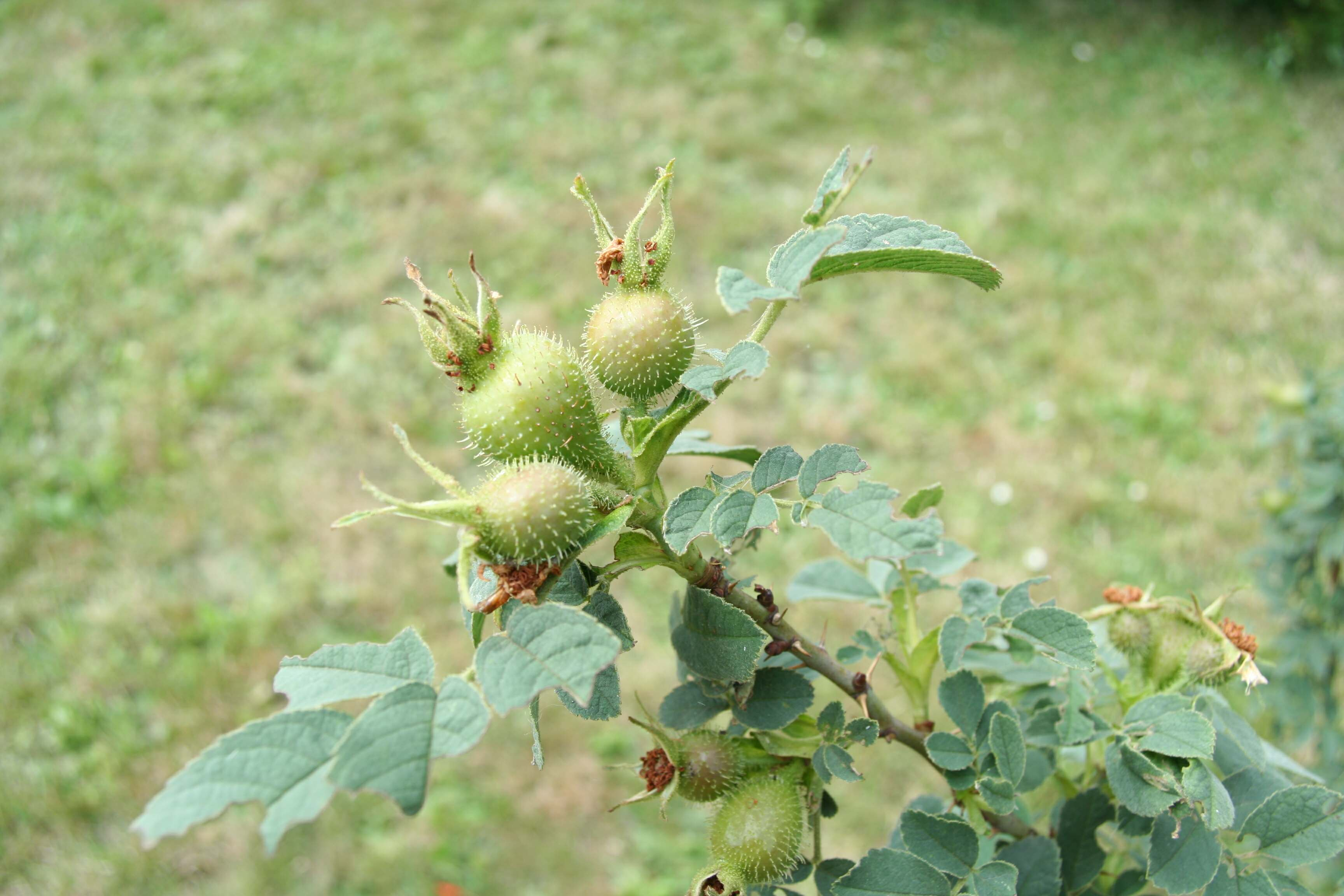
Jeunes fruits (roseraie de paysage de Bagatelle, à Paris).

## Variétés
- Rosa mollis originaire du nord de l’Europe, qui ressemble à Rosa pomifera avec des fleurs roses odorantes
- Rosa mollis  'Arduennensis' à fleurs blanches
- Rosa mollis  'Duplex' connue depuis 1771, c'est 'Wolley-Dod's Rose' à fleurs semi-doubles rose clair qui est un hybride spontané